# جوليان مارشان
جوليان مارشان (بالفرنسية: Julien Marchand)‏ هو لاعب اتحاد الرغبي فرنسي، ولد في 10 مايو 1995 في Loures-Barousse ‏ في فرنسا.

## وصلات خارجية
- جوليان مارشان عل موقع إسبنسكروم (الإنجليزية)
- جوليان مارشان على موقع ItsRugby.co.uk (الإنجليزية)